# Ramón Tejada
Pour les articles homonymes, voir Tejada (homonymie).
Ramón Tejada, de son nom complet Ramón Tejada Acuña, est un footballeur espagnol né le 3 octobre 1943 à Cordoue (Espagne). Il évoluait au poste de milieu de terrain.

## Biographie
Tejada est joueur du Córdoba CF de 1963 à 1965.
Il rejoint le Real Madrid en 1965.
Il dispute notamment trois matchs des premiers tours de Coupe des clubs champions lors de la campagne 1965-1966. Le club remporte la compétition et Tejada est sacré champion d'Europe,.
Par la suite, il devient joueur du CD Castellón, du CD Alcoyano, du Sporting Gijón et du Grenade CF.
En 1971, il retrouve le Córdoba CF. Après trois saisons avec Cordoue, il raccroche les crampons en 1974.

## Palmarès
| Real Madrid - Coupe des clubs champions (1) : - Vainqueur : 1965-66. |